# Kromme Nieuwegracht

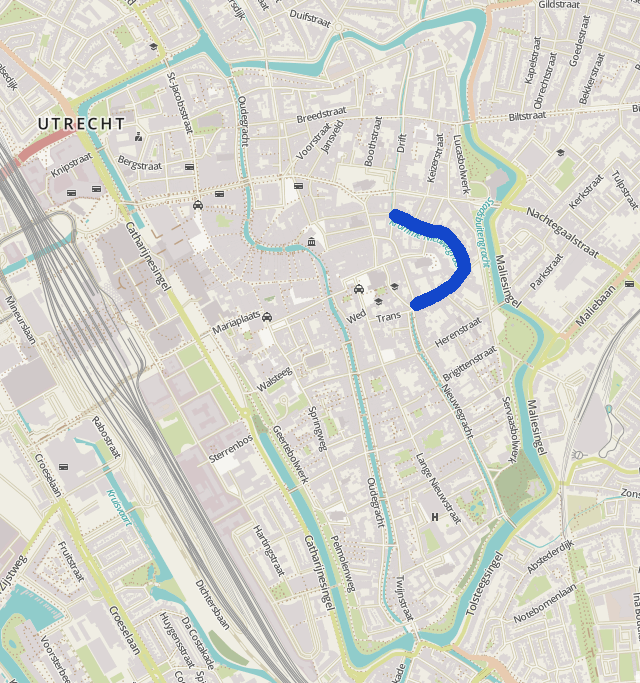
Kaart van de Kromme Nieuwegracht

De Kromme Nieuwegracht is een gracht in het centrum van de Nederlandse stad Utrecht.
Zijstraten van de Kromme Nieuwegracht zijn de Ambachtstraat, Muntstraat, Pieterstraat, Nobeldwarsstraat en de Jeruzalemstraat.
Men heeft bij opgravingen Romeinse bodemvondsten aangetroffen, die erop wijzen dat er hier reeds water stroomde in de tijd dat de Romeinen in Utrecht nederzettingen hadden, met name het castellum Traiectum. Het is dan ook zeer waarschijnlijk dat de noordelijke helft van de Kromme Nieuwegracht (tussen Hieronymusplantsoen en Jansdam) tot circa 1000 na Chr. het tracé volgde van de originele Rijnarm. Na die tijd bleef waarschijnlijk een restsloot over die ging dienen als grenssloot van de immuniteit van Sint-Pieter. Het deel van de Kromme Nieuwegracht tussen Pausdam en Hieronymusplantsoen is door graafwerk tot stand gekomen.
De smalle stadsgracht is een voortzetting van de Nieuwegracht en loopt met een grote kromme bocht van het Pausdam naar het Jansdam om de vroegere immuniteit van Sint-Pieter heen. Bij de Jansdam gaat de Kromme Nieuwegracht over in de Drift ter hoogte van de Jansdambrug. De westzijde wordt gevormd door de achterkant van de claustrale erven die op die immuniteit gelegen waren. Hier bevindt zich geen straat en ook geen laaggelegen werven. De huizen aan deze kant zijn bereikbaar met in totaal achttien particuliere bruggen vanaf de oostzijde van de gracht. Aan deze oostzijde is wel een stukje werf (tussen Pausdam en Jeruzalemstraat) en hier en daar werfkelders. De enige openbare brug over de Kromme Nieuwegracht is de Pietersbrug, die toegang geeft tot de Pieterstraat. Aan de gracht bevindt zich het Paushuize, de Truttige Tuyl en de sociëteit van de studentenvereniging Veritas.
Op de website van Het Utrechts Archief is een filmpje te zien met de situatie aan de Kromme NIeuwegracht ca. 1900 vergeleken met het heden.

## Varia

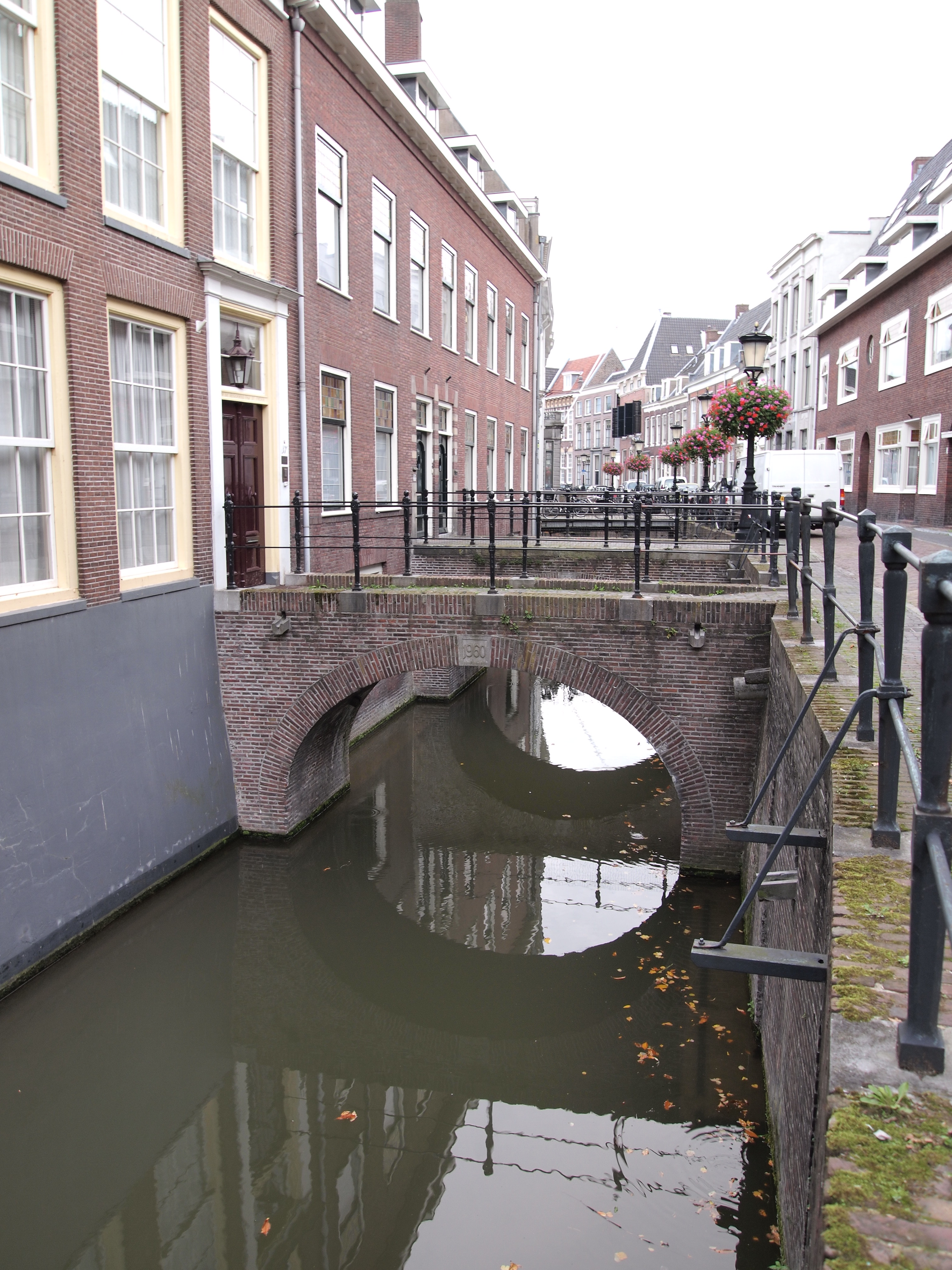
De Kromme Nieuwegracht stond voorheen ook wel bekend als de Regenboog van St. Pieter.
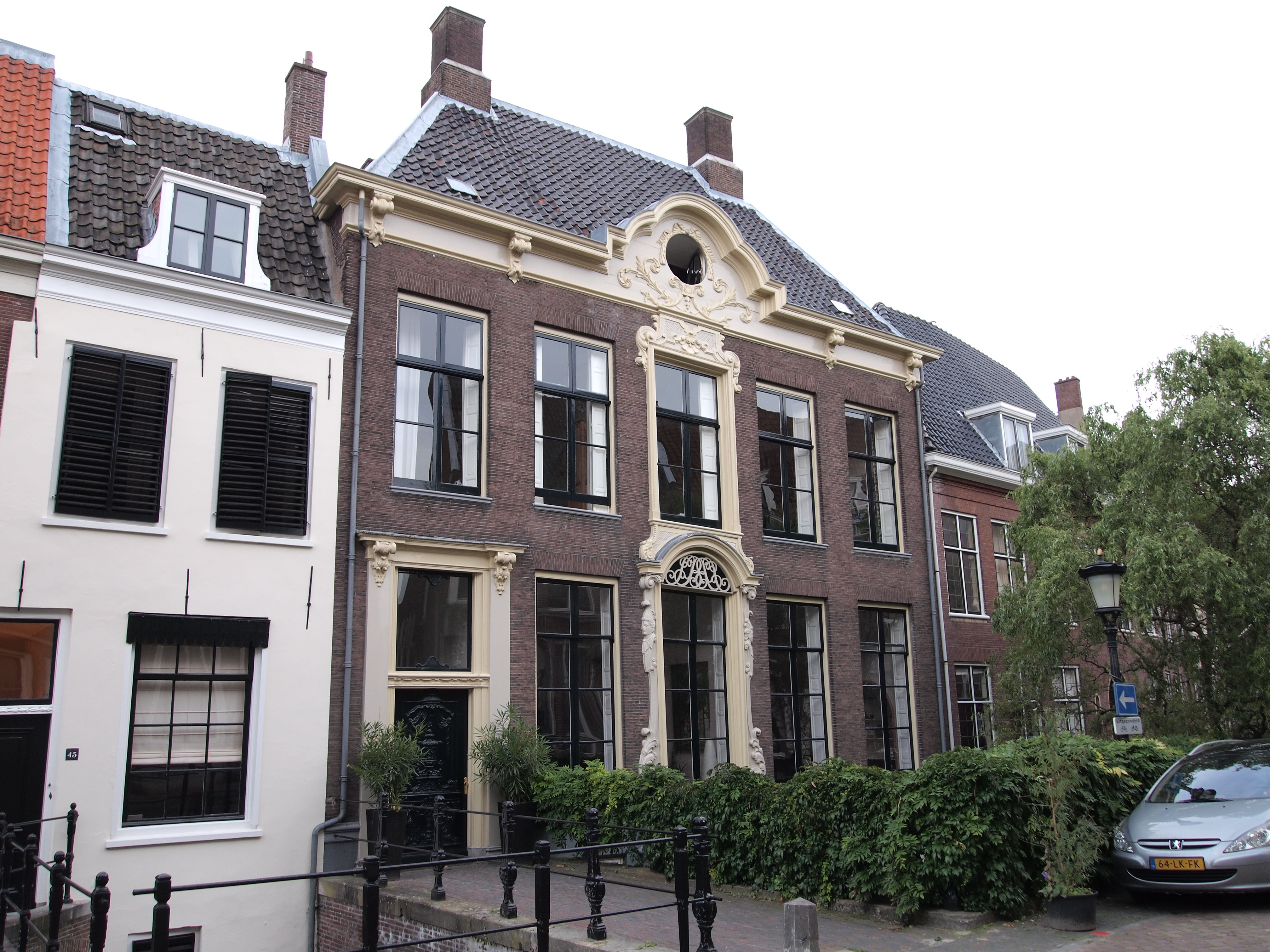
Kromme Nieuwegracht 43
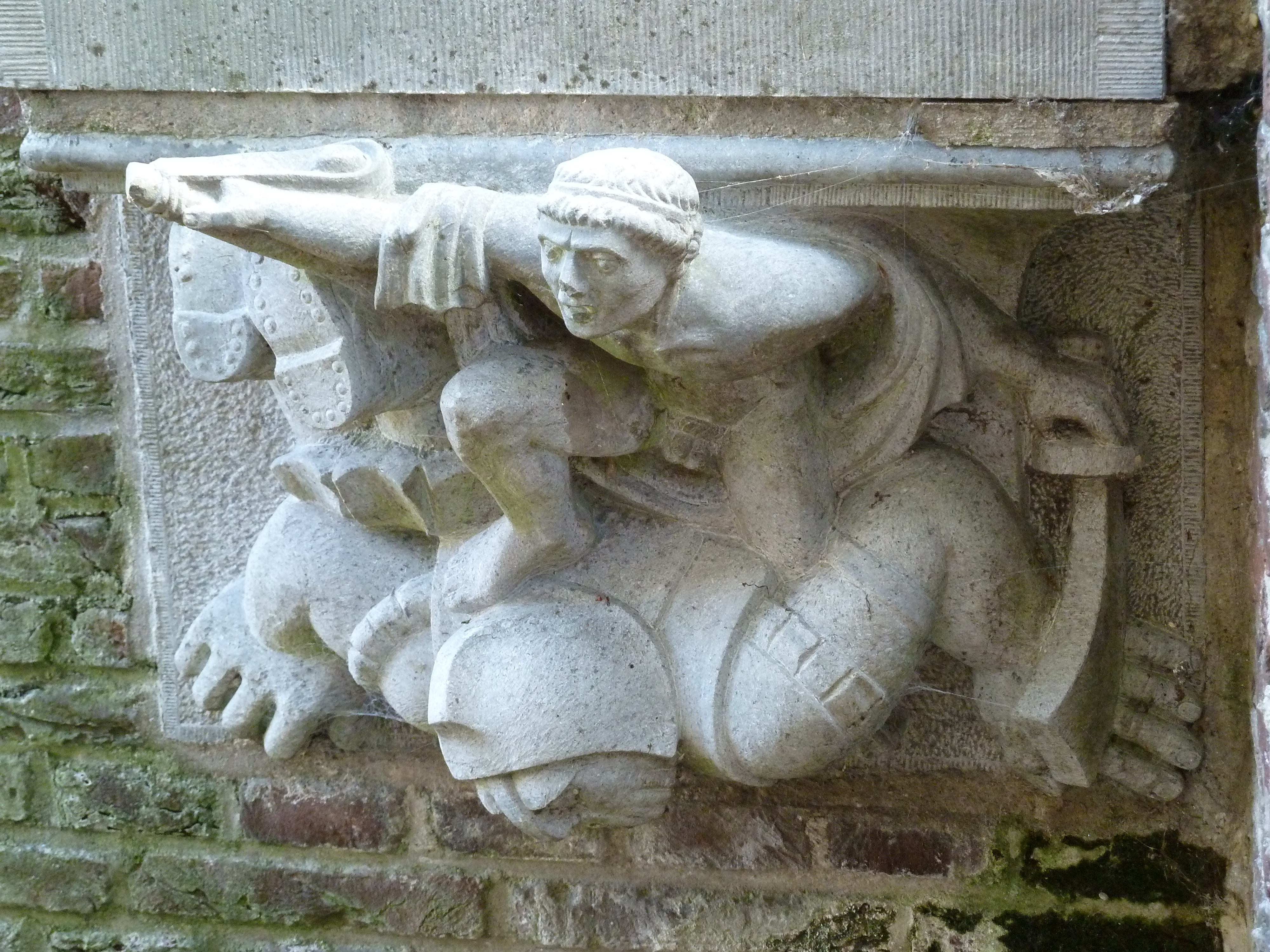
In een reconstructie uit ca. 1897 van de situatie rond het jaar 1100 werd deze benoemd als de Ringsloot van St. Pieter
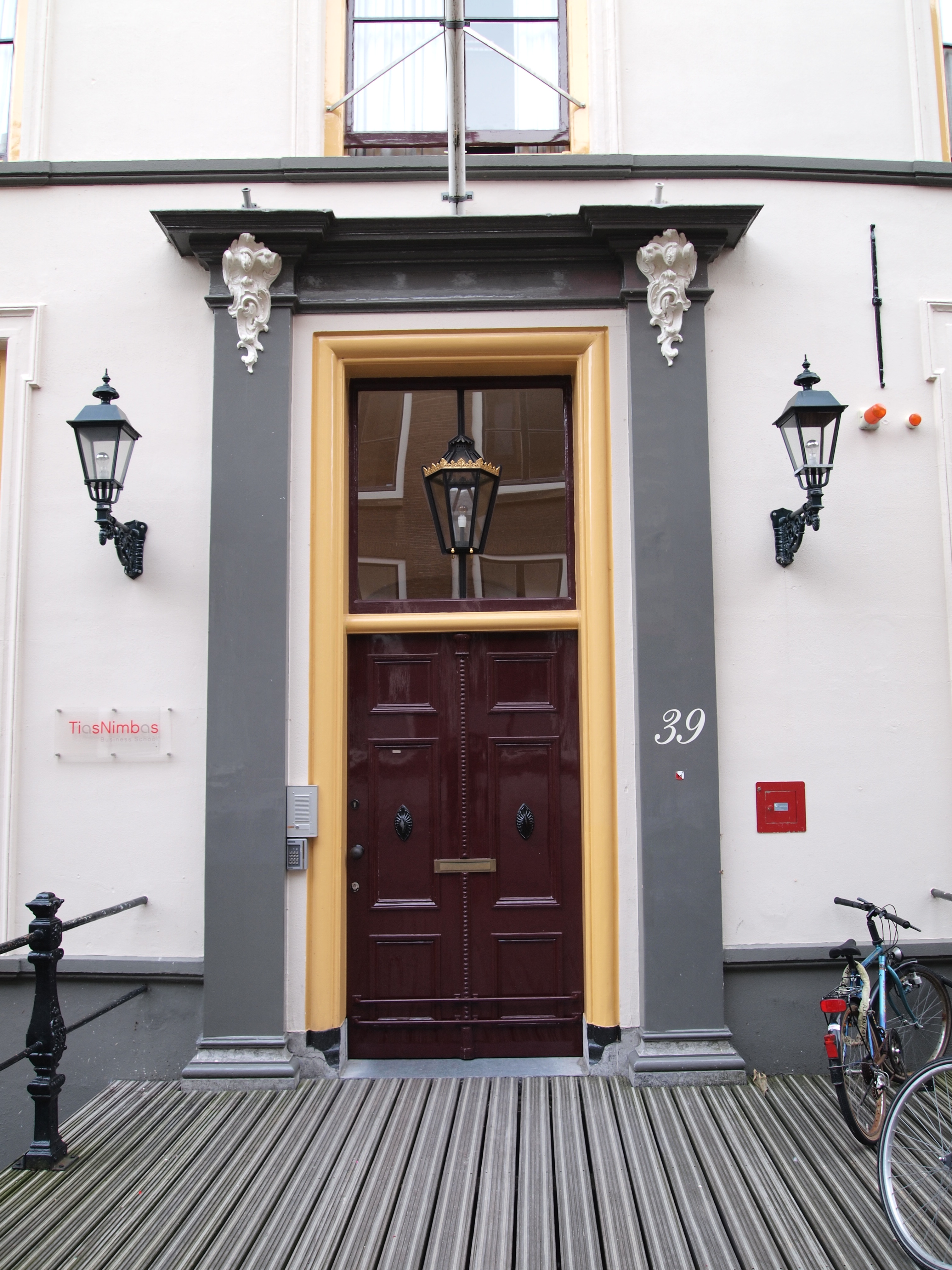
Kromme Nieuwegracht 39

- In 1474 stichtten Broeders van het Gemene Leven aan de gracht het Hieronymusconvent met daaraan verbonden de Hiëronymusschool die tot de 19e eeuw daar gevestigd zou blijven.